# 紅腿鶇
紅腿鶇（學名：Turdus plumbeus）为鶇屬的一種，發現於巴哈馬、開曼群島、古巴、多米尼克、多米尼加共和國、海地和波多黎各，早先還見於天鵝群島。它們生活在熱帶和亞乾旱、潮濕叢林里。
紅腿鶇主要以果實為食，但也會食用昆蟲、蛙和其他鳥類的卵。

## 外部連結
- 维基共享资源上的相關多媒體資源：紅腿鶇
- Image at ADW （页面存档备份，存于）